# キレハイヌガラシ
キレハイヌガラシ（裂れ葉犬芥子、Rorippa sylvestris）は、アブラナ科イヌガラシ属の多年草の一種。別名「ヤチイヌガラシ」。

## 分布
ヨーロッパ原産。
日本にも導入され帰化植物として分布している。

## 特徴
草丈30-60cm。4-8月にかけて黄色い花を咲かせる。根生葉は深く切れ込む。
畑や河川敷、道端に生育する。切れた根からでも再生が可能で繁殖力が強く、駆除が困難な雑草である。